# Quercus ghiesbreghtii
Quercus ghiesbreghtii är en bokväxtart som beskrevs av Martin Martens och Henri Guillaume Galeotti. Quercus ghiesbreghtii ingår i släktet ekar, och familjen bokväxter. Inga underarter finns listade.